# Peruana
Peruana is een geslacht van rechtvleugeligen uit de familie veldsprinkhanen (Acrididae). De eerste wetenschappelijke naam van dit geslacht werd als Albrechtia in 1978 door Carbonell & Descamps gepubliceerd. Die naam was echter in 1955 al door Isao Taki gebruikt voor een geslacht van weekdieren. In mei 2008 publiceerden Koçak & Kemal daarop het nomen novum Peruana voor dit geslacht.

## Soorten
Het geslacht Peruana omvat de volgende soorten:
- Peruana luteocincta Carbonell & Descamps, 1978
- Peruana luteosignata Carbonell & Descamps, 1978
- Peruana palpata Stål, 1878